# Огневая связь
Огневая связь — тактический способ взаимной огневой поддержки распределённых на местности подразделений, огневых средств, опорных пунктов и тому подобное, который обеспечивается поражением противника огнём на стыках частей либо в промежутках между ними.
Огневая связь может осуществляться по фронту (между смежными боевыми машинами, огневыми точками и так далее), по глубине (между атакующими порядками и средствами огневой поддержки), на флангах и в тылу.

661. Промежутки между батальонными узлами обороны, доступные для противника, должны заниматься небольшими стрелковыми подразделениями или подразделениями автоматчиков, усиленными пулемётами и противотанковыми ружьями, а также заполняться инженерными препятствиями.

Между батальонными узлами должна быть огневая связь — пулемётная, миномётная или артиллерийская.— 1. Позиционная оборона. Глава 15. Полк в обороне. Боевой устав пехоты Красной Армии / Под наблюдением генерал-майора Вечного П. П., Часть 2 (батальон, полк). — М.: Воениздат НКО СССР, 1942 год.